# 日本ビーチバレーボール連盟
一般社団法人日本ビーチバレーボール連盟（にほんビーチバレーボールれんめい、英: Japan Beach Volleyball Fedaration）は、日本におけるビーチバレーボール競技を統括する団体である。略称はJBV。日本バレーボール協会（JVA）の傘下団体。現在の会長は迫田義人。川合俊一は名誉会長。2014年3月までは、日本ビーチバレー連盟と称した。

## 沿革
- 1987年 「第1回ビーチバレージャパン」開催。これが日本におけるビーチバレー発祥とされる。
- 1989年 日本ビーチバレー連盟発足。
- 2011年 連盟のイメージキャラクターに、ユニコを採用。2009年に手塚プロダクションのオリジナルキャラがバレーボール全日本男女代表に導入[2]された流れ[3]。
- 2014年 日本ビーチバレーボール連盟に改称。

## 主な大会
- ジャパンビーチバレーボールツアーサテライト(BVT2)
- ジャパンビーチバレーボールツアーアンダーエイジ(BVT3)
- JBVシリーズ（オープン・スプレッド）
- JBVチャレンジャーシリーズ
- JBVプレシーズンマッチ

以下はJVAとの共催
- ジャパンビーチバレーボールツアー
- ビーチバレージャパン
- 全日本ビーチバレーボール女子選手権大会（ビーチバレージャパンレディース）
- 全日本ビーチバレーボール大学男女選手権大会（ビーチバレージャパンカレッジ）
- 全日本ビーチバレーボールジュニア男子選手権大会
- ビーチバレーボールジャパン女子ジュニア選手権大会（マドンナカップ）
- 湘南藤沢カップ 全国中学生ビーチバレーボール大会

なお、国民体育大会ビーチバレーボール競技はJVA単独の開催。

## JVAオフィシャルポイントランキング
JBVでは登録選手を対象として「JVAオフィシャルポイントランキング」を作成している。JBV主催・共催・公認大会の順位によって「オフィシャルポイント」を付与し、これがJBV主催大会シーディングとなる。
獲得ポイントは大会のグレードによって変わる。